# Philoliche senex
Philoliche senex är en tvåvingeart som först beskrevs av Günther Enderlein 1937.  Philoliche senex ingår i släktet Philoliche och familjen bromsar.
Artens utbredningsområde är Tanzania. Inga underarter finns listade i Catalogue of Life.